# Privez
Privez je urejen del obale za pristajanje in privezovanje ladij ali čolnov. 